# Rab (ville)
Pour les articles homonymes, voir Rab.
Rab est une ville et une municipalité de Croatie, située en Istrie sur l'île homonyme, dans le comitat de Primorje-Gorski Kotar. Au recensement de 2011, la municipalité comptait 7 161 habitants et la ville seule comptait 364 habitants.

## Histoire
Rab était à l'origine une base navale pour la flotte romaine, puis byzantine. Les Romains l'appelaient Municipium Felix Arba, du mot illyrien arb (« sombre, boisé »).
Vers la fin du Moyen-Âge, elle devient une commune indépendante prospère, puis tombe en 1409 sous la domination de Venise, vers laquelle confluent dès lors toutes les activités commerciales. Au cours du XVe siècle, deux épidémies de peste signent le déclin de la cité.
Seulement à la fin du XIXe siècle, elle sort de son sommeil et profite de l'intérêt que portent les élites d'Europe centrale aux lieux de villégiature de l'Adriatique. En 1889, les professeurs autrichiens Leopold Schrötter et Johannes Frischauf forgent une stratégie pour transformer Rab en un centre touristique, et ils fondent en 1897 la Société d'embellissement de Rab, sorte de syndicat d'initiative avant l'heure.
Grâce aux efforts entrepris par les nudistes autrichiens et italiens, Rab, ou plus précisément la presqu'île de Frkanj, immédiatement à l'ouest de la ville, devient l'un des premiers centres naturistes en Europe, défrayant la chronique en été 1936, avec la visite du roi d'Angleterre Édouard VIII, accompagné de sa future épouse Wallis Simpson. On ne sait toujours pas si Édouard s'est effectivement dénudé, mais son séjour à Rab a inspiré la comédie musicale Kralj je gol (Le roi est nu, 1996).

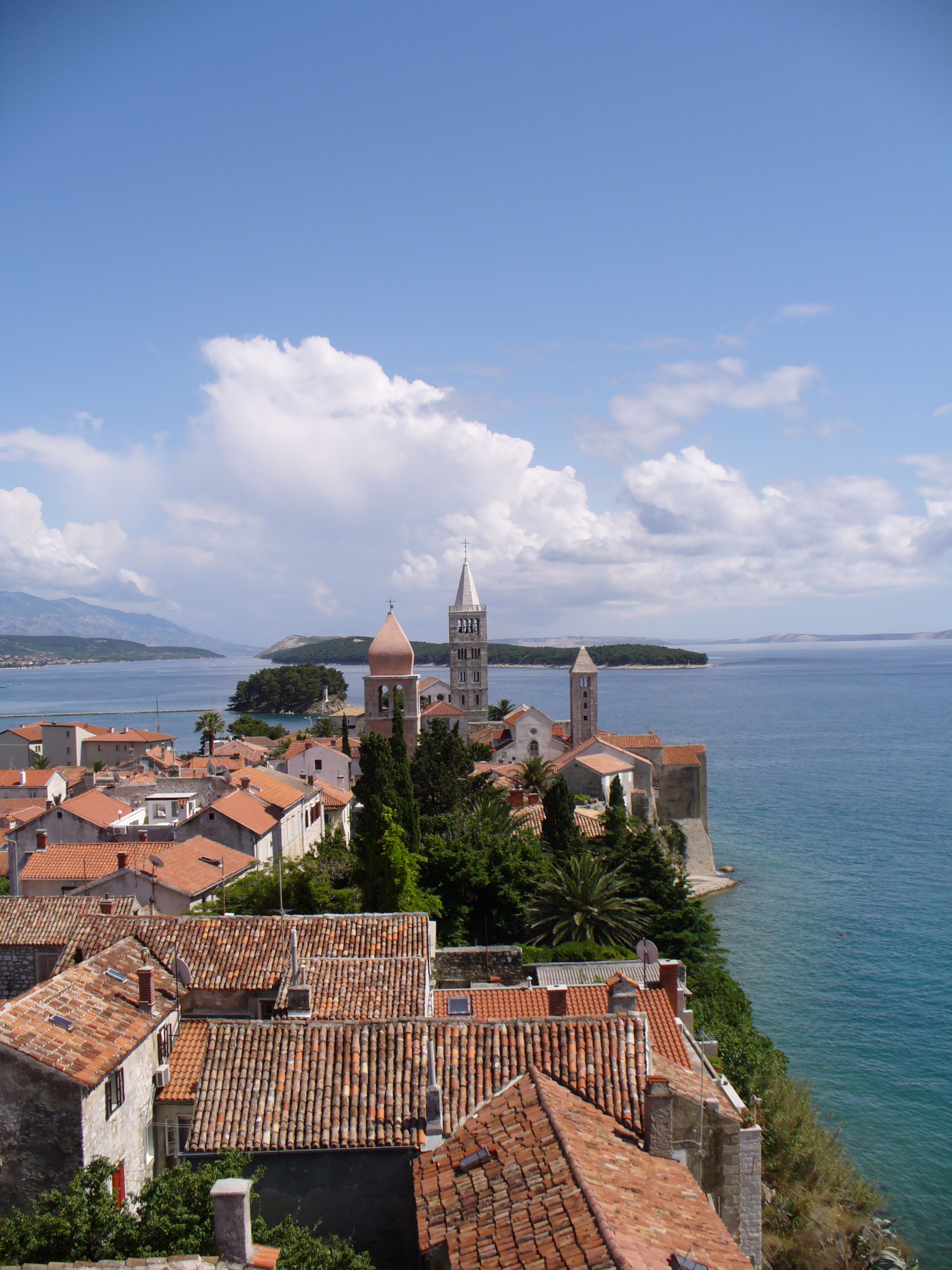
La vieille ville

## Structure de la ville
Cité médiévale parfaitement conservée, Rab occupe une presqu'île étroite et allongée, ponctuée de toute une série de clochers romans que côtoient maisons patriciennes et palais ornés de balcons et agrémentés d'une végétation méditerranéenne où alternent palmiers, cactus et genévriers.
La vieille ville se compose de deux parties : Kaldanac, le quartier le plus ancien, à l'extrémité de la presqu'île, et Varoš, remontant à l'époque comprise entre le XVe et le XVIIe siècle. Trois rues principales parallèles parcourent la presqu'île dans le sens de la longueur : Donja ulica, « rue basse », Srednja ulica, « rue moyenne », et Gornja ulica, « rue haute », entrecoupées de nombreuses ruelles, partiellement en escaliers.
La promenade Fra Odorika Badurine, longue de 1,5 km, longe le flanc sud-ouest de la presqu'île.

## Lieux et monuments

### Dans la vieille ville
En suivant un circuit suivant la Srednja ulica en direction de l'extrémité de la presqu'île, puis revenant par la Gornja ulica :
- Tour Gagliardi (Tvrđava Galijarda), imposant bastion construit par les Vénitiens au XVIIe siècle pour repousser les attaques provenant de la terre ferme ; elle donne sur la vaste place Saint-Christophe (Trg Svetog Kristofora).
- Palais Dominis Nimira, édifice sobre aux fenêtres ornées de corniches gothiques où naquit l'homme de sciences et ecclésiastique Marco Antonio de Dominis, qui fut archevêque de Split.
- Palais du Recteur (Knežev dvor), de style gothique, sur la place Trg municipium Arbe ; il abrite aujourd'hui les services de la commune. La loggia qui donne sur la place est surmontée de trois têtes de lions, la première, à droite, la gueule fermée, la deuxième, la gueule demi-ouverte, et la troisième, la gueule toute grande ouverte.
- Église Saint-Nicolas (Crkva svetog Nikole), blottie dans l'angle d'une petite place et convertie en galerie d'art.
- Quartier de Kaldanac, le plus ancien, remontant à la colonisation illyrico-romaine, fut en grande partie abandonné après l'épidémie de peste du XVe siècle. On y voit encore des portes et fenêtres qui avaient été murées pour empêcher la maladie de se répandre.
- Église Saint-Antoine (Crkva svetog Antuna), qui conserve encore l'abside voûtée originale et une imposante sculpture en bois de saint Antoine (probablement du XIIe siècle).
- Église Sainte-Marie-Majeure (Crkva svete Marije Velike), encore appelée Cathédrale, bien que Rab ne soit plus le siège d'un diocèse depuis 1828. Sa façade, de nette influence toscane, est ornée de bandes horizontales de couleur gris et rose. Le portail Renaissance, surmonté d'une pietà datant de 1414, est entouré de deux rangées d'arcades aveugles. À l'intérieur, stalles du chœur en bois sculpté et maître-autel dont le tabernacle en marbre gris témoigne d'un art raffiné.
- Grand Campanile (Veli zvonik), du XIIe siècle, le plus haut de la ville avec ses 25 mètres, surmonté d'une pyramide entourée d'une balustrade, et ajouré de baies simples au premier étage, puis jumelles, puis trilobées, puis quadrilobées au quatrième et dernier étage.
- Église Saint-André (Crkva svetog Andrije), avec son sobre campanile du XIIe siècle, qui avait été ajouté en 1181 au couvent bénédictin de Saint-André, fondé en 1018 par une dame de la noblesse. L'église a conservé le plan bénédictin à trois nefs et trois absides[2].
- Église Sainte-Justine (Crkva svete Justine), de style Renaissance, a aussi son campanile (XVIIe s.), surmonté d'un bulbe rappelant la mitre des évêques ; elle abrite actuellement un Musée d'art sacré, dont la pièce la plus remarquable est un reliquaire doré du XIIe siècle contenant le crâne de saint Christophe, le patron de l'île.
- La Basilique Saint-Jean l'Évangéliste (Bazilika svetog Ivana Evanđeliste) faisait partie d'un couvent datant du Ve siècle où se sont succédé bénédictins, franciscains, un évêché, puis des familles patriciennes[2]. Abandonnée au XIXe siècle, une grande partie de ses pierres servit à la construction d'autres édifices sacrés. On ne distingue plus guère aujourd'hui que l'élégante courbe de son abside. Son campanile, du XIIIe siècle, est par contre conservé et ressemble à celui de Saint-André.
- Église Saint-Christophe (Crkva svetog Kristofora) abrite un petit lapidaire.
- Les vestiges de la muraille de la ville, conservés sur une longueur d'environ 50 mètres, d'où l'on jouit d'une belle vue sur les toits et les campaniles.
- Le parc Komrčar, frais et ombragé, occupe la crête et descend jusqu'à la côte sud-ouest de la presqu'île.

### Dans les environs
- Au fond de la baie qui borde la ville au sud-ouest, se trouve le couvent franciscain de Sainte-Euphémie (Samostan svete Eufemije), datant de 1446. Il présente un cloître élégant et sa bibliothèque abrite un musée. Le couvent comprend deux églises, l'une dédiée à sainte Euphémie et l'autre, plus grande, à saint Bernardin. Cette dernière abrite un crucifix de style gothique tardif très réaliste et un polyptyque peint en 1458 par les frères Vivarini représentant une Vierge à l'Enfant flanquée de deux rangées de saints ; son plafond de bois du XVIIe siècle est décoré de scènes de la vie de saint François.

- Un kilomètre avant Kampor en venant de Rab, se trouve le Cimetière des victimes du fascisme (Groblje žrtava fašizma), construit en mémoire du camp de concentration établi en juillet 1942 par les occupants italiens. 10 à 15 000 prisonniers politiques, partisans et Juifs essentiellement en provenance des territoires de la Slovénie et de la Croatie contrôlés par les Italiens y furent internés avec leurs familles. Plusieurs milliers y moururent de faim et de soif durant l'hiver. Le camp fut fermé après la capitulation de l'Italie en septembre 1943. De nombreux internés juifs furent ensuite déportés à Auschwitz par les Allemands qui prirent le contrôle de l'île.

## Localités
La ville de Rab compte 7 localités (la localité de Lopar s'en est séparée en 2006 pour former une nouvelle commune) : 

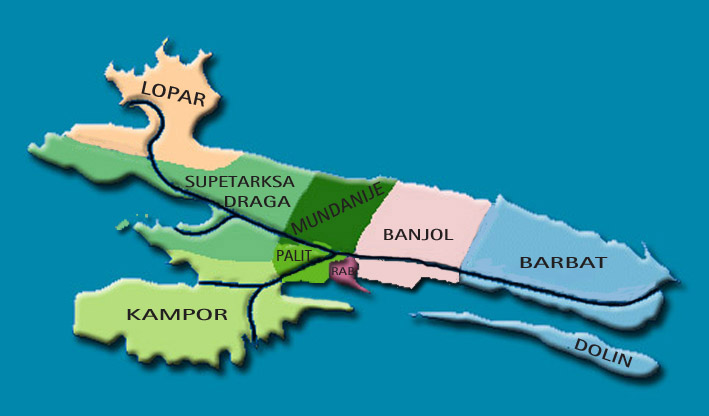
Les localités de la ville de Rab et la municipalité de Lopar.

- Banjol
- Barbat na Rabu
- Kampor
- Mundanije
- Palit
- Rab
- Supetarska Draga